# 교류 전압

직류(DC)에서 전하의 흐름이 한 방향으로만 반전하는 반면, 교류(AC)에서 전하의 흐름이 주기적으로 방향을 반전한다. 약어 AC 및 DC는 종종 단순히 전류 또는 전압을 조정할때와 같이, 교류 및 직류를 의미하는데 사용된다.